# Jean-François Rischard
Jean-François Rischard (nascut 2 d'octubre de 1943) és un economista i professor universitari luxemburguès, que va ocupar el càrrec de vicepresident del Banc Mundial per a Europa de 1998 a 2005. És membre del consell directiu del think tank En temps réel. És director del departament d'Economia de la Universitat de Pittsburgh.

## Publicacions
- Vingt défis pour la planète, vingt ans pour y faire face; Arles (Éditions Actes Sud), 2003; ISBN 2-7427-4106-2
- La Pauvreté dans Le Monde et la Banque mondiale; Arles (Éditions Actes Sud), 2004